# Khướu mỏ dẹt đầu xám
Khướu mỏ dẹt đầu xám (danh pháp khoa học: Psittiparus gularis) là một loài chim trong họ Paradoxornithidae hoặc xếp trong phân họ Paradoxornithinae của họ Sylviidae.
Loài này được tìm thấy ở Đông Himalaya, Bangladesh, Bhutan, Ấn Độ, Lào, Myanmar, Thái Lan, Việt Nam và miền nam Trung Quốc. Môi trường sống tự nhiên của chúng là rừng ẩm vùng đất thấp nhiệt đới hoặc cận nhiệt đới.
Phân loài P. g. margaritae ở miền nam Việt Nam và đông Campuchia hiện nay được coi là một loài riêng biệt, loài khướu mỏ dẹt đầu đen với danh pháp P. margaritae.

## Phân loài
- P. g. gularis (Gray G. R., 1845): Miền đông Himalaya.
- P. g. transfluvialis (Hartert, 1900): Đông bắc Ấn Độ, bắc và đông Myanmar, tây nam Trung Quốc và tây bắc Thái Lan.
- P. g. rasus Stresemann, 1940: Miền tây Myanmar.
- P. g. laotianus Delacour, 1926: Đông Myanmar, bắc Thái Lan, bắc và trung Đông Dương.
- P. g. fokiensis (David, 1874): trung nam và đông nam Trung Quốc.
- P. g. hainanus Rothschild, 1903: Đảo Hải Nam.